# Married and in Love
Married and in Love is een Amerikaanse dramafilm uit 1940 onder regie van John Farrow. Destijds werd de film in Nederland uitgebracht onder de titel Provincievrouwtje.

## Verhaal
Dokter Leslie Yates loopt toevallig de schrijfster Doris Wilding tegen het lijf, zijn jeugdliefje van de universiteit. Ze zijn intussen allebei getrouwd en ze besluiten met zijn vieren een etentje te houden. Al gauw worden Leslie en Doris weer verliefd op elkaar.

## Rolverdeling
| Acteur         | Personage        |
| -------------- | ---------------- |
| Alan Marshal   | Dr. Leslie Yates |
| Barbara Read   | Helen Yates      |
| Patric Knowles | Paul Wilding     |
| Helen Vinson   | Doris Wilding    |
| Hattie Noel    | Hildegarde       |
| Frank Faylen   | Jim Carter       |
| Carol Hughes   | Jean Carter      |